# Clinton County (Iowa)
Das Clinton County ist ein County im US-amerikanischen Bundesstaat Iowa. Im Jahr 2020 hatte das County 46.460 Einwohner und eine Bevölkerungsdichte von 25,8 Einwohnern pro Quadratkilometer. Der Verwaltungssitz (County Seat) ist Clinton.

## Geografie
Das County liegt im äußersten Osten von Iowa; die Grenze zum benachbarten Bundesstaat Illinois wird vom Mississippi gebildet. Das Clinton County hat eine Fläche von 1839 Quadratkilometern, wovon 39 Quadratkilometer Wasserfläche sind. Die südliche Grenze wird durch den Wapsipinicon River gebildet, der unterhalb von Camanche in den Mississippi mündet.
An das Clinton County grenzen folgende Nachbarcountys:
| Jones County | Jackson County | Carroll County (Illinois)     |
|              |                | Whiteside County (Illinois)   |
| Cedar County | Scott County   | Rock Island County (Illinois) |

## Geschichte

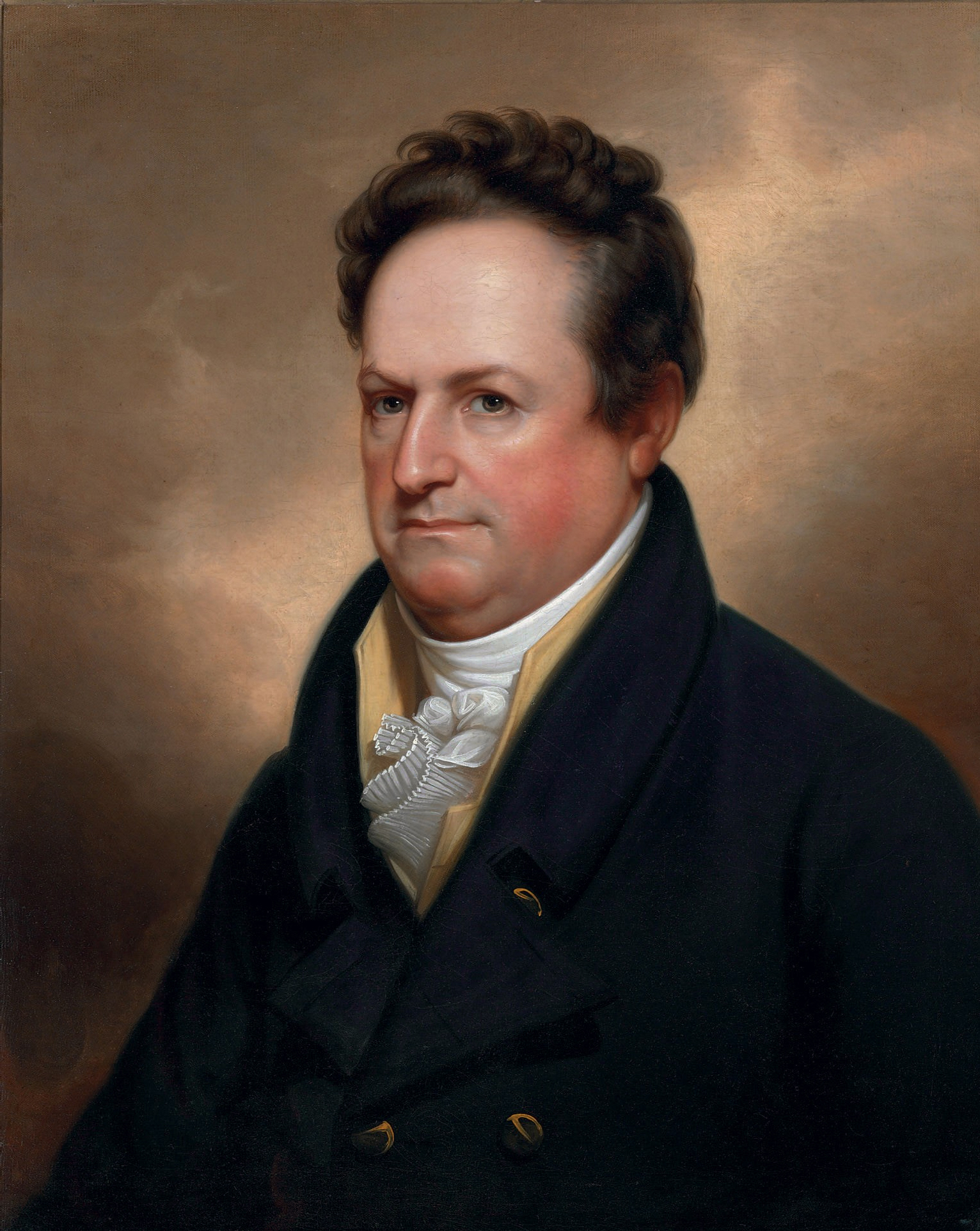
Clinton

Das Clinton County wurde am 21. Dezember 1837 aus ehemaligen Teilen des Dubuque County und des Wisconsin-Territoriums gebildet.
Benannt wurde es nach DeWitt Clinton (1769–1828), einem Gouverneur von New York und stärkstem Befürworter des Eriekanals. Nach ihm wurden auch die Städte De Witt und Clinton benannt.
1835 erbaute Elijah Buell ein Blockhaus für sich und seine Familie und war somit der erste weiße Siedler in diesem Gebiet. 1854 wurde die erste Zeitung herausgegeben und 1858 eröffnete das Lyons Female College, das erste College für Mädchen, seine Pforten. Die damaligen Kosten beliefen sich auf 175 Dollar pro Jahr und Kind.
Das Clinton County ist das einzige in Iowa, das in seiner Geschichte drei verschiedene Bezirkshauptstädte hatte: Camanche, De Witt und Clinton.

## Bevölkerung
Nach der Volkszählung im Jahr 2010 lebten im Clinton County 49.116 Menschen in 20.677 Haushalten. Die Bevölkerungsdichte betrug 27,3 Einwohner pro Quadratkilometer. In den 20.677 Haushalten lebten statistisch je 2,33 Personen.
Ethnisch betrachtet setzte sich die Bevölkerung zusammen aus 94,0 Prozent Weißen, 2,6 Prozent Afroamerikanern, 0,2 Prozent amerikanischen Ureinwohnern, 0,6 Prozent Asiaten sowie aus anderen ethnischen Gruppen; 1,8 Prozent stammten von zwei oder mehr Ethnien ab. Unabhängig von der ethnischen Zugehörigkeit waren 2,5 Prozent der Bevölkerung spanischer oder lateinamerikanischer Abstammung.
23,6 Prozent der Bevölkerung waren unter 18 Jahre alt, 59,6 Prozent waren zwischen 18 und 64 und 16,8 Prozent waren 65 Jahre oder älter. 50,8 Prozent der Bevölkerung war weiblich.
Das jährliche Durchschnittseinkommen eines Haushalts lag bei 47.020 USD. Das Prokopfeinkommen betrug 23.040 USD. 11,9 Prozent der Einwohner lebten unterhalb der Armutsgrenze.

## Ortschaften im Clinton County
Citys
| - Andover - Calamus - Camanche - Charlotte - Clinton | - Delmar - DeWitt - Goose Lake - Grand Mound - Lost Nation | - Low Moor - Toronto - Welton - Wheatland |

Unincorporated Communities
| - Bryant - Elvira - Elwood - Folletts - Gooselake | - Hauntown - Malone - North Welton - Petersville - Shaffton | - Six Mile - Teeds Grove - Tenmile |

## Gliederung
Das Clinton County ist in 18 Townships eingeteilt:
| Township            | Einw. (2010) | FIPS     |
| ------------------- | ------------ | -------- |
| Bloomfield Township | 840          | 19-90267 |
| Brookfield Township | 416          | 19-90354 |
| Camanche Township   | 4630         | 19-90450 |
| Center Township     | 580          | 19-90591 |
| Deep Creek Township | 736          | 19-90927 |
| De Witt Township    | 6658         | 19-90993 |
| Eden Township       | 758          | 19-91137 |
| Elk River Township  | 761          | 19-91194 |
| Grant Township      | 264          | 19-91644 |

| Township             | Einw. (2010) | FIPS     |
| -------------------- | ------------ | -------- |
| Hampshire Township   | 806          | 19-91818 |
| Liberty Township     | 332          | 19-92448 |
| Olive Township       | 819          | 19-93171 |
| Orange Township      | 1177         | 19-93189 |
| Sharon Township      | 701          | 19-93828 |
| Spring Rock Township | 1182         | 19-93990 |
| Washington Township  | 346          | 19-94479 |
| Waterford Township   | 692          | 19-94593 |
| Welton Township      | 533          | 19-94641 |

Die Stadt Clinton gehört keiner Township an.